# 吉典娜
吉典娜（日語：ジェラルディーナ），是日本純種競賽馬匹。生涯活躍於中長途賽事，曾於2022年勝出女皇伊利沙伯二世盃，亦於同年戰勝一衆雄馬奪得二級賽產經賞冠軍。

## 出賽前
2018年5月12日出身於北海道安平町北部牧場，成長途中於一口馬主俱樂部Sunday Racing Co. Ltd.進行馬主募集。
其後交由栗東訓練中心練馬師石坂正訓練。

## 競賽生涯

### 2歲
2020年9月12月出戰中京競馬場2歲新馬戰，於其中跑出不俗速度下仍然敗於對手取得第三。
其後出戰2歲未勝利戰跑獲第二後，終於在11月23日的另一場2歲未勝利戰取得首勝。
12月13日出戰阪神兩歲牝馬錦標，比賽初段選擇留後保持於最後方位置，雖然於直路跑出全場第二快末腳速度，但仍然無法扭轉局面，最終以第七落敗。

### 3歲
2021年以表列賽妖精錦標，但再度未能衝出下以第十大敗。
2月28日，由於練馬師石坂正選擇退休，因而吉典娜被轉移至同屬栗東訓練中心的齊藤崇史馬房。
6月27日出戰轉廄後的首戰城崎特別，然而未能交出水準下僅得第八。
進入夏季及秋季後其狀態突然大勇，於澳門賽馬會盃、筑後川特別及西宮錦標三場捷馬戰中以極佳的表現奪得三連勝，使其得以晉級公開組。
12月4日出戰挑戰盃，於直路跑出不俗末腳下成功跑獲一席第四的入板戰績。

### 4歲
2022年年初仍然以分級賽作爲主要挑戰目標，出戰京都紀念及阪神牝馬錦標分別獲得第四及第六的戰績，其後於鳴尾紀念更僅敗於寰宇旅者取得亞軍。
入秋後以小倉紀念作爲起動戰，採用居中戰術下雖然於直路以不俗的加速力進行衝刺，可惜仍然無法迫近於前方突放拉開距離的妙歌，亦被一同衝出的金榜冠軍壓制，最終以第三完賽。
9月25日出戰產經賞，比賽初段保持於前方內欄第五左右的位置穩步追走，於比賽途中未有太大動作。進入直路後，其隨即加速以優秀的末腳速度超越前方對手取得領先，其後亦不斷保持衝刺以抵擋至潮熱點的追擊，最終成功拉開對手1 1/2馬位取得首個分級賽冠軍。
11月13日乘勢出戰女皇伊利沙伯二世盃，賽前落後謀勇兼備、艷玫華彩及匯兩川取得第四人氣。比賽開始後，暗艷薔薇率先帶出，艷玫華彩於先頭位置起步，謀勇兼備及匯兩川選擇於中團位置推進，而吉典娜則於中團靠後位置追走。通過第三彎道時候，騎師杜滿樂指揮其提早發力並抽出外檔，於第四彎道佔據較有利的位置。進入直路後，其憑借望空的優秀成功於外檔加速衝出，轟出後600米35.4秒末腳下將前方對手蠶食殆盡，最終以1 3/4馬位優勢壓贏的瑪蓮必勝及北島名花取得首個一級賽冠軍。

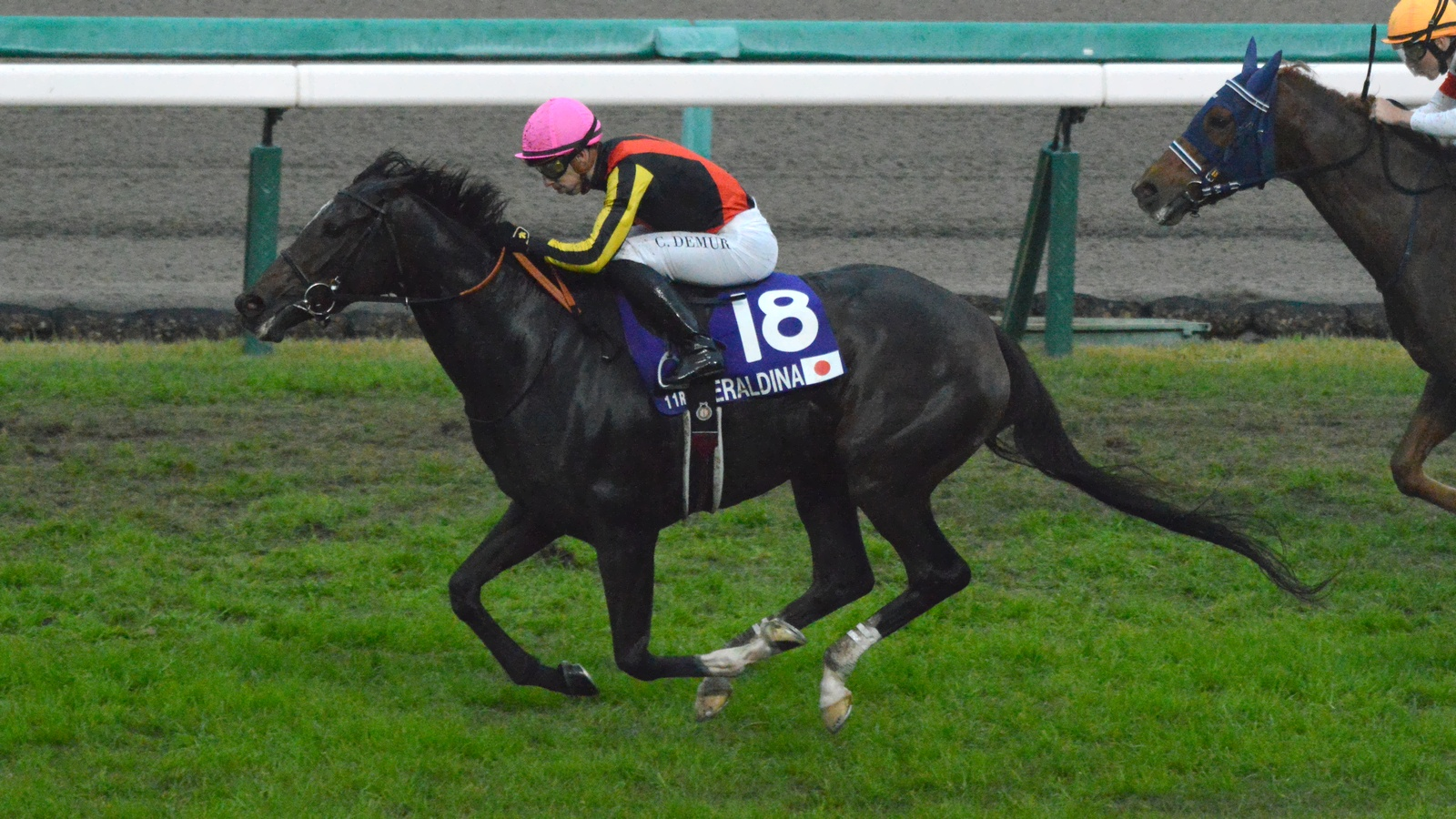
出戰女皇伊利沙伯二世盃的吉典娜

其後出戰有馬紀念，雖然起步後因慢閘需要於最後方位置追走，但於直路上仍然以優秀的爆發力加速不斷追趕前方賽駒，最終僅敗於一早衝出的春秋分及跑出全場最快末腳的喜運英豪取得第三。
年末，由於其勝出女皇伊利沙伯二世盃且於有馬紀念取得優秀戰績，因而於評選中以239票當選最佳4歲及以上雌馬。

### 5歲
2023年首戰爲4月2日的大阪盃，比賽初段面對金積驥於前方的領放仍然保持自身節奏在後方位置追走，可惜於直路未能展現以往優秀的爆發力，無法衝出下僅以第六完賽。
其後遠征香港出戰女皇盃，但未能於直路上加速奪得優秀下沉底，最終獲得尾二第六的戰績。
回國後以寶塚紀念作爲目標，本次比賽其繼續使用後上戰術，但於對面直路終中段經已開始發力，並於最後彎道進佔約莫第三的先頭位置。進入直路後，其不斷加速以求保持自身於前方的優秀，可惜仍然於直路中後段被外檔的春秋分及駿天宮趕過，其後更被中檔殺出的游遍汪洋超越，以第四的戰績落敗。
稍作放草後於9月出戰產經賞尋求連霸，然而再度於直路未能跑出優秀的加速力下無法超越前方賽駒，最終僅獲得第六。
11月出戰秋季主要目標女皇伊利沙伯二世盃劍指連霸，由於本次比賽贏得府中牝馬錦標的神姬亦會出戰，而兩者的母系貴婦人及極峰曾於2012年的雌馬三冠戰線有過一段激烈的對決，因而本屆賽事亦被稱爲「跨越世代宿命的一戰」。比賽開始後，吉典娜隨即因漏閘落後前方部隊需要於後方逐步追走，通過第一彎道時候稍微爬升返回中團位置。比賽途中，騎師莫雅一直控制其的步速，直至第四彎道才指揮其抽出外檔準備發力。進入直路後，其以望空姿態在外檔逐步衝刺，雖然表現出不俗的實力，但仍然未能壓制寬道路及醒赤驥等其他賽駒，最終以第五完賽。
12月10日遠征香港出戰香港瓶，陣營亦確認此爲之其退役戰。比賽開始後，前方由當年情帶出，吉典娜則佔據內欄位置和熱心一同保持於前頭位置。進入對面直路後，其一直保持較爲緩慢的節奏保持於內欄第三的位置，並於通過第三至四彎道時候準備發力。進入直路後，其於內欄位置稍爲抽出嘗試加速突破，可惜未能超越前方的熱心之餘，亦被外檔衝出的真強及輕風飛超越，最終以第四完賽。
回國後，其按照計劃退役，並於12月20日取消日本中央競馬會的賽駒註冊。

### 詳細賽績
| 日期       | 舉辦國家/地區 | 馬場 | 距離   | 級別 | 賽事名稱           | 負重 | 騎師     | 馬號 | 出馬 | 名次 | 時間    | 頭馬（二馬）                 |
| ---------- | ------------- | ---- | ------ | ---- | ------------------ | ---- | -------- | ---- | ---- | ---- | ------- | ---------------------------- |
| 12/9/2020  | 日本          | 中京 | 草1600 |      | 2歲新馬            | 54   | 岩田康誠 | 1    | 16   | 3    | 1:35.8  | Satono Luce                  |
| 3/10/2020  | 日本          | 中京 | 草1600 |      | 2歲未勝利          | 54   | 岩田康誠 | 8    | 10   | 2    | 1:34.5  | Sparkle                      |
| 23/11/2020 | 日本          | 阪神 | 草1800 |      | 2歲未勝利          | 54   | 北村友一 | 9    | 16   | 1    | 1:46.7  | （Toshin Mont Blanc）        |
| 13/12/2020 | 日本          | 阪神 | 草1600 | GI   | 阪神兩歲牝馬錦標   | 54   | 岩田康誠 | 3    | 18   | 7    | 1:33.6  | 純淨之輝                     |
| 6/2/2021   | 日本          | 中京 | 草1600 | L    | 小妖精錦標         | 54   | 北村友一 | 4    | 12   | 10   | 1:36.6  | Sulfur Cosmos                |
| 27/6/2021  | 日本          | 阪神 | 草1800 |      | 城崎特別           | 52   | 福永祐一 | 8    | 9    | 8    | 1:49.4  | 地下城                       |
| 10/7/2021  | 日本          | 小倉 | 草1800 |      | 澳門賽馬會盃       | 52   | 福永祐一 | 4    | 13   | 1    | 1:45.3  | （Toshin Mont Blanc）        |
| 5/9/2021   | 日本          | 小倉 | 草1800 |      | 筑後川特別         | 52   | 福永祐一 | 11   | 11   | 1    | 1:47.8  | （碧天騰躍）                 |
| 17/10/2021 | 日本          | 阪神 | 草1800 |      | 西宮錦標           | 53   | 福永祐一 | 9    | 15   | 1    | 1:46.1  | （大奇蹟）                   |
| 4/12/2021  | 日本          | 阪神 | 草2000 | GIII | 挑戰盃             | 53   | 福永祐一 | 1    | 11   | 4    | 2:01.8  | So Valiant                   |
| 13/2/2021  | 日本          | 阪神 | 草2200 | GII  | 京都紀念           | 53   | 福永祐一 | 9    | 13   | 4    | 2:12.2  | 非洲寶金                     |
| 9/4/2022   | 日本          | 阪神 | 草1600 | GII  | 阪神牝馬錦標       | 54   | 幸英明   | 9    | 11   | 6    | 1:33.2  | 名將金歡                     |
| 4/6/2022   | 日本          | 中京 | 草2000 | GIII | 鳴尾紀念           | 54   | 福永祐一 | 9    | 10   | 2    | 1:57.8  | 寰宇旅者                     |
| 14/8/2022  | 日本          | 小倉 | 草2000 | GIII | 小倉紀念           | 54   | 福永祐一 | 4    | 15   | 3    | 1:58.2  | 妙歌                         |
| 25/9/2022  | 日本          | 中山 | 草2200 | GII  | 產經賞             | 54   | 橫山武史 | 2    | 13   | 1    | 2:12.7  | （至潮熱點）                 |
| 13/11/2022 | 日本          | 阪神 | 草2200 | GI   | 女皇伊利沙伯二世盃 | 56   | 杜滿樂   | 18   | 18   | 1    | 2:13.0  | （瑪蓮必勝） （北島名花）[a] |
| 25/12/2022 | 日本          | 中山 | 草2500 | GI   | 有馬紀念           | 55   | 杜滿樂   | 5    | 16   | 3    | 2:33.1  | 春秋分                       |
| 2/4/2023   | 日本          | 阪神 | 草2000 | GI   | 大阪盃             | 56   | 岩田望來 | 1    | 16   | 6    | 1:58.0  | 金積驥                       |
| 30/4/2023  | 香港          | 沙田 | 草2000 | GI   | 女皇盃             | 55.5 | 杜滿樂   | 7    | 7    | 6    | 2:02.74 | 浪漫勇士                     |
| 25/6/2023  | 日本          | 阪神 | 草2200 | GI   | 寶塚紀念           | 56   | 武豐     | 11   | 17   | 4    | 2:11.4  | 春秋分                       |
| 24/9/2023  | 日本          | 中山 | 草2200 | GII  | 產經賞             | 56   | 團野大成 | 6    | 15   | 6    | 2:12.5  | 利森名園                     |
| 12/11/2023 | 日本          | 京都 | 草2200 | GI   | 女皇伊利沙伯二世盃 | 56   | 莫雅     | 7    | 15   | 5    | 2:12.9  | 寬道路                       |
| 10/12/2023 | 香港          | 沙田 | 草2400 | GI   | 香港瓶             | 55.5 | 布宜學   | 7    | 9    | 4    | 2:30.73 | 真強                         |

a 此兩駒為平頭亞軍

## 退役後
退役後，吉典娜成爲了繁殖雌馬，於北海道安平町北部牧場休養，於2024年進行配種。首匹子嗣於2025年出生，可於2027年出賽。

### 詳細繁殖資料
| 數目 | 馬名       | 出生年 | 性別 | 父系     | 練馬師 | 馬主 | 戰績       |
| ---- | ---------- | ------ | ---- | -------- | ------ | ---- | ---------- |
| 首匹 | 吉典娜2025 | 2025   | 雌   | 農神節慶 |        |      | （出賽前） |

## 血統簡介
父系滿樂時爲日本賽駒，生涯戰績彪炳，於一哩及中距離賽均有表現，曾勝出香港一哩錦標、香港盃及秋季天皇賞等六項一級賽。祖父銀幕英雄亦爲日本賽駒，生涯戰績不俗，曾勝出一級賽日本盃。
母系貴婦人爲日本賽駒，生涯戰績優秀，爲日本史上第四匹三冠雌馬，亦於2012及2013年連霸日本盃，爲日本近代將強雌馬之一。外祖父大震撼爲日本賽駒，爲日本賽馬史上第二匹無敗三冠馬，生涯出戰十四場賽事僅得兩場未能勝出，退役後配種成績亦極爲優秀。

### 血統表
| 父線：雷弼圖系（Hail to Reason系）                                 |                               |                  |                   |
| 種馬 滿樂時 2011年（棗色）                                         | 銀幕英雄 2004年（栗色）       | 草上飛           | Silver Hawk       |
| 種馬 滿樂時 2011年（棗色）                                         | 銀幕英雄 2004年（栗色）       | 草上飛           | Ameriflora        |
| 種馬 滿樂時 2011年（棗色）                                         | 銀幕英雄 2004年（栗色）       | Running Heroine  | 週日寧靜          |
| 種馬 滿樂時 2011年（棗色）                                         | 銀幕英雄 2004年（栗色）       | Running Heroine  | Dyna Actress      |
| 種馬 滿樂時 2011年（棗色）                                         | Mejiro Frances 2001年（棗色） | 嘉年傑           | 鞍匠井            |
| 種馬 滿樂時 2011年（棗色）                                         | Mejiro Frances 2001年（棗色） | 嘉年傑           | Detroit           |
| 種馬 滿樂時 2011年（棗色）                                         | Mejiro Frances 2001年（棗色） | Mejiro Monterey  | Mogami            |
| 種馬 滿樂時 2011年（棗色）                                         | Mejiro Frances 2001年（棗色） | Mejiro Monterey  | Mejiro Quincey    |
| 繁殖雌馬 貴婦人 2009年（棗色）                                     | 大震撼 2002年（棗色）         | 週日寧靜         | Halo              |
| 繁殖雌馬 貴婦人 2009年（棗色）                                     | 大震撼 2002年（棗色）         | 週日寧靜         | Wishing Well      |
| 繁殖雌馬 貴婦人 2009年（棗色）                                     | 大震撼 2002年（棗色）         | 風中秀髮         | Alzao             |
| 繁殖雌馬 貴婦人 2009年（棗色）                                     | 大震撼 2002年（棗色）         | 風中秀髮         | Burghclere        |
| 繁殖雌馬 貴婦人 2009年（棗色）                                     | Donna Blibi 2003年（栗色）    | Bertolini        | 單色              |
| 繁殖雌馬 貴婦人 2009年（棗色）                                     | Donna Blibi 2003年（栗色）    | Bertolini        | Aquilegia         |
| 繁殖雌馬 貴婦人 2009年（棗色）                                     | Donna Blibi 2003年（栗色）    | Cal Norma's Lady | Lyphard's Special |
| 繁殖雌馬 貴婦人 2009年（棗色）                                     | Donna Blibi 2003年（栗色）    | Cal Norma's Lady | June Darling      |
| 雌系：號族：16-f                                                   |                               |                  |                   |
| 五代內近親交配：週日寧靜 4×3、利法爾 5×5×5、單色 5×4、北地舞人 5×5 |                               |                  |                   |

## 命名由來
名字Geraldina（ジェラルディーナ）是歐美常用女性名字，香港則採音譯，翻譯為「吉典娜」。

## 外部連結
- 吉典娜 netkeiba.com （页面存档备份，存于）
- 血統表 （页面存档备份，存于）